# Dinotrema brevimeres
Dinotrema brevimeres är en stekelart som beskrevs av Papp 1999. Dinotrema brevimeres ingår i släktet Dinotrema och familjen bracksteklar. Inga underarter finns listade i Catalogue of Life.